# Villa Douce
La villa Douce est un hôtel particulier de Reims situé au 9 boulevard de la Paix.

## Présentation
Cette villa est issue de la reconstruction d'après-guerre. Elle fut construite pour André Douce, notaire de la ville, par l'architecte Pol Gosset en deux parties, l'une sur la rue qui accueillait l'étude notariale, en retrait de la rue un immeuble d'habitation et de réception. Les travaux débutèrent en 1929 en utilisant le béton armé avec une vêture en brique rouge dans un style Art déco pour se finir en 1932. Elle fut restaurée en 1986-1987 pour accueillir les bureaux de la S.O.R.E.F.I., Paul Samuel directeur de cet organisme, par Jean-Baptiste Michel architecte DPLG à Reims.
L'habitation comprend un escalier suspendu avec une rampe en fer forgé, un vaste salon à musique avec une galerie et un abat-son, une aire semi-circulaire ouvrant par des baies vitrées sur le parc. Ces parties sont classées aux Monuments historiques depuis 1993.
Elle a été de 1994 à 2021  le siège de la présidence de l'U.R.C.A.

## Culturel
La villa est régulièrement le cadre de manifestations culturelles, concerts, visites pour le public...

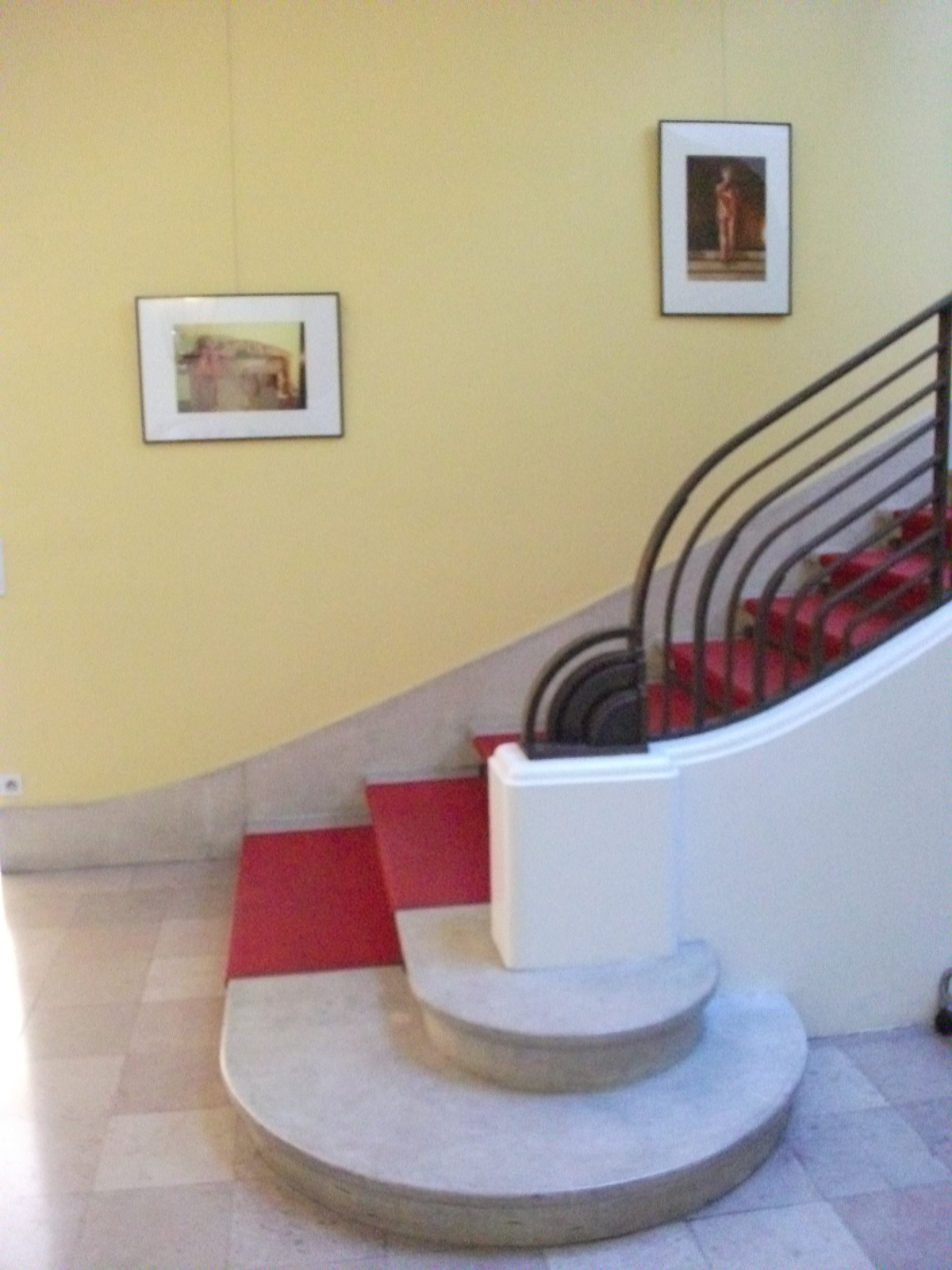
La base de l'escalier.
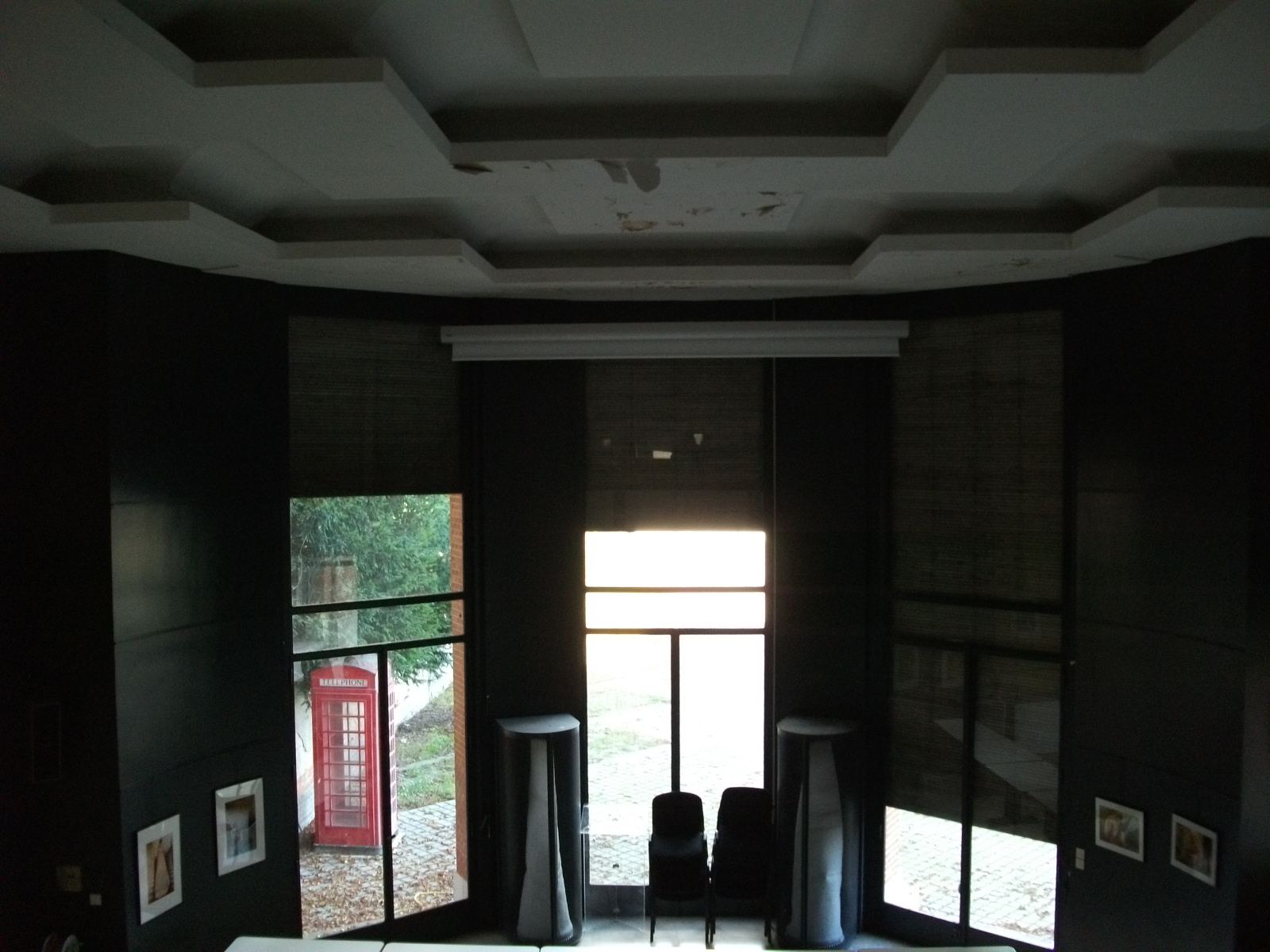
La salle de musique.
le haut de l'escalier.
Vue depuis le jardin.
Vitrail en puits de lumière.
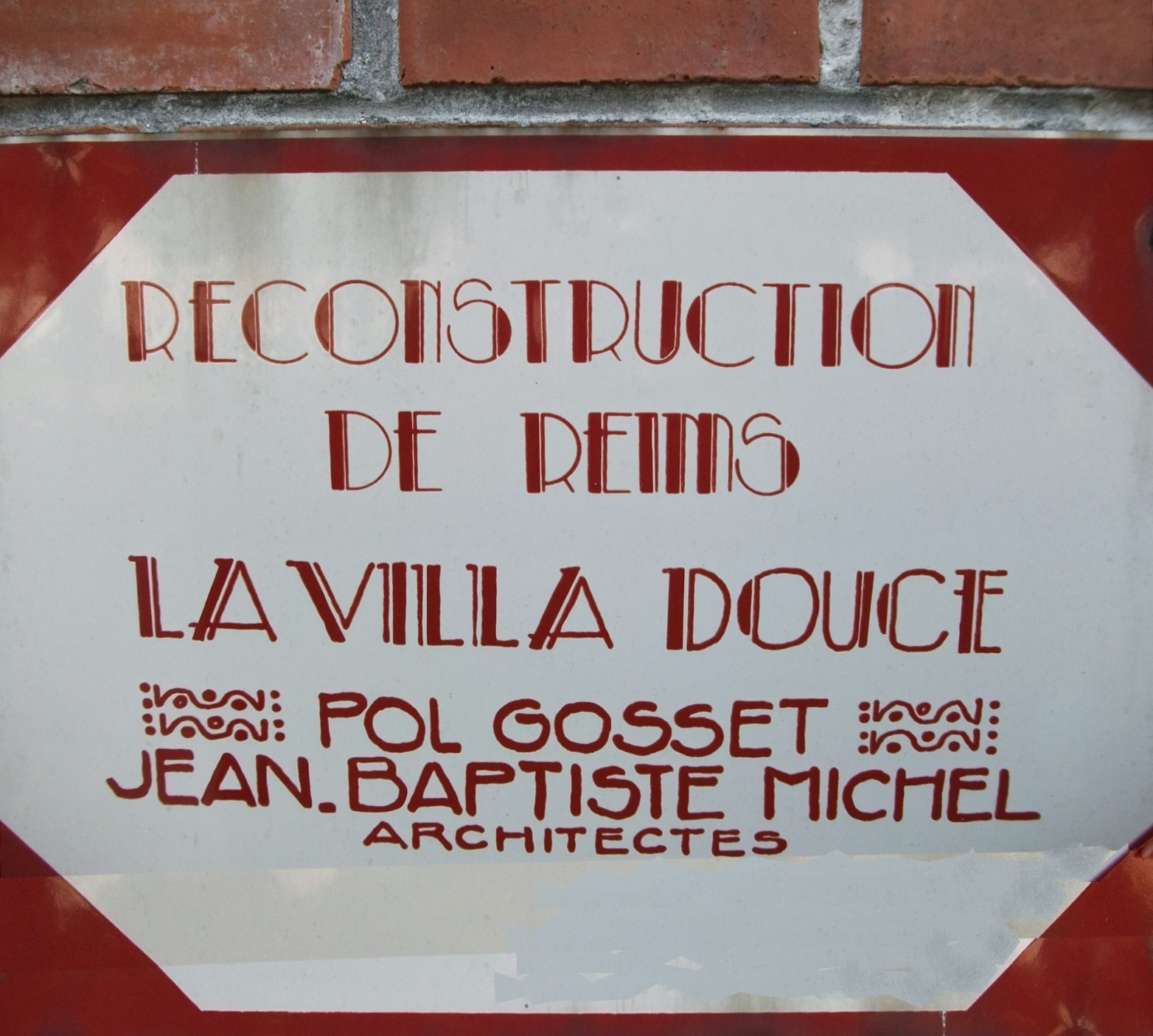
Plaque de la ville de Reims.